# Тімі Зайц
Тімі Зайц (словен. Timi Zajc, 26 жовтня 2000, Любляна, Словенія) — стрибун з трампліна, олімпійський чемпіон та медаліст, дворазовий чемпіон світу та призер світових першостей, чемпіон світу та призер світових першостей з польотів на лижах.
Золоту олімпійську медаль та звання олімпійського чемпіона Зайц виборов на Пекінських іграх 2022 року в змаганнях змішаних команд. У командних змаганнях чоловіків він отримав срібну олімпійську медаль. 
Чемпіоном світу він став на світовій першості 2023 року в словенській Планиці, де виграв особисті змагання на великому трампліні та входив до збірної Словенії, що перемогла в  командних змаганнях на великому трампліні. Він також входив до складу змішаної команди, яка посіла третє місце в змаганнях на нормальному трампліні.

## Олімпійські ігри
| Рік  | Місто                     | НТ | ВТ | КВТ | ЗК  |
| ---- | ------------------------- | -- | -- | --- | --- |
| 2018 | Пхьончхан, Південна Корея | 33 | —  | —   | Н/Д |
| 2022 | Пекін, Китай              | 9  | 6  | 2   | 1   |